# Buenaventura Alonso Gómez

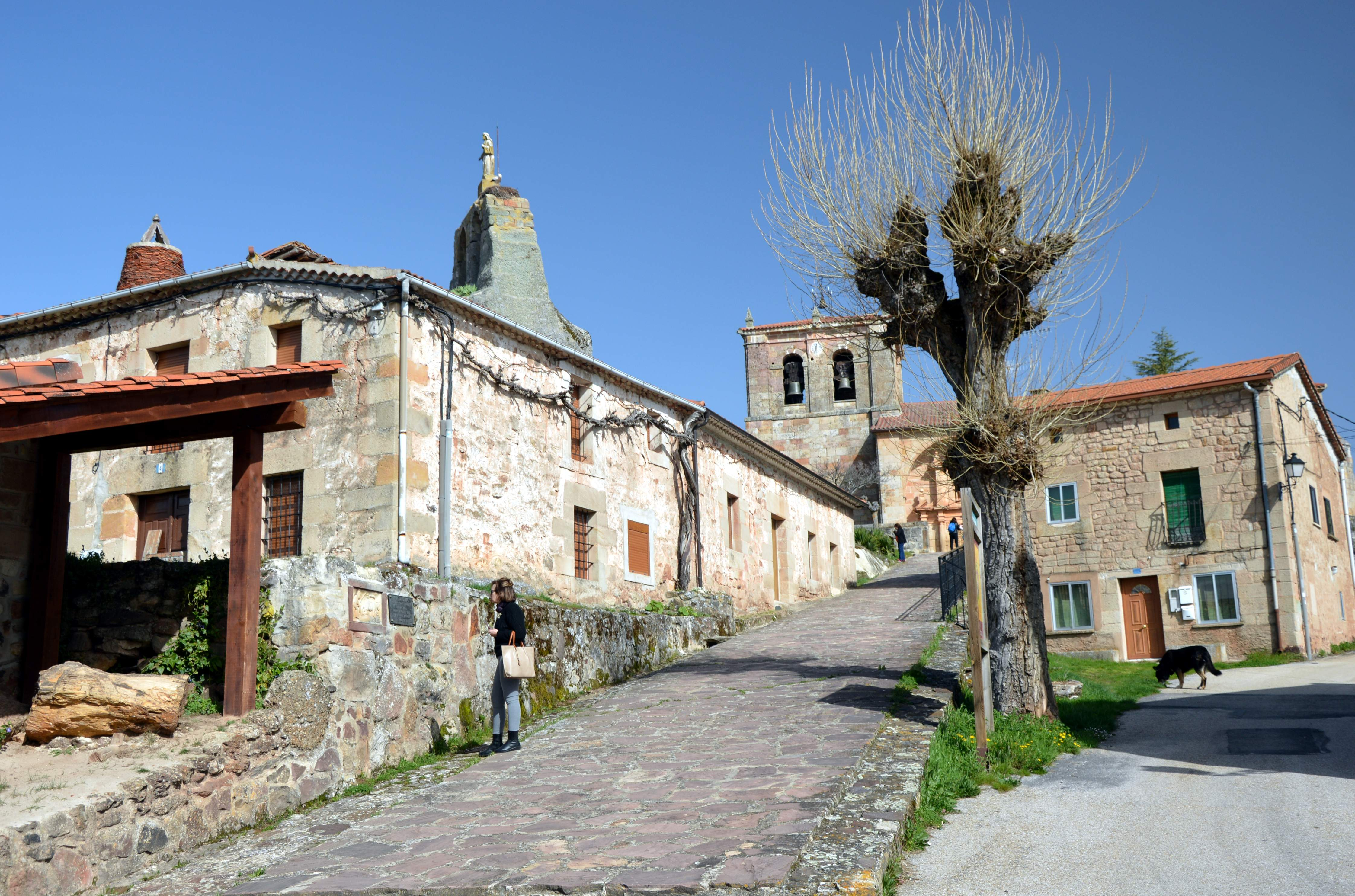
Subida a la iglesia de San Pedro en Hacinas (Burgos), donde se halla la placa en homenaje al padre Ventura Alonso (Buenaventura Alonso Gómez), 2018.

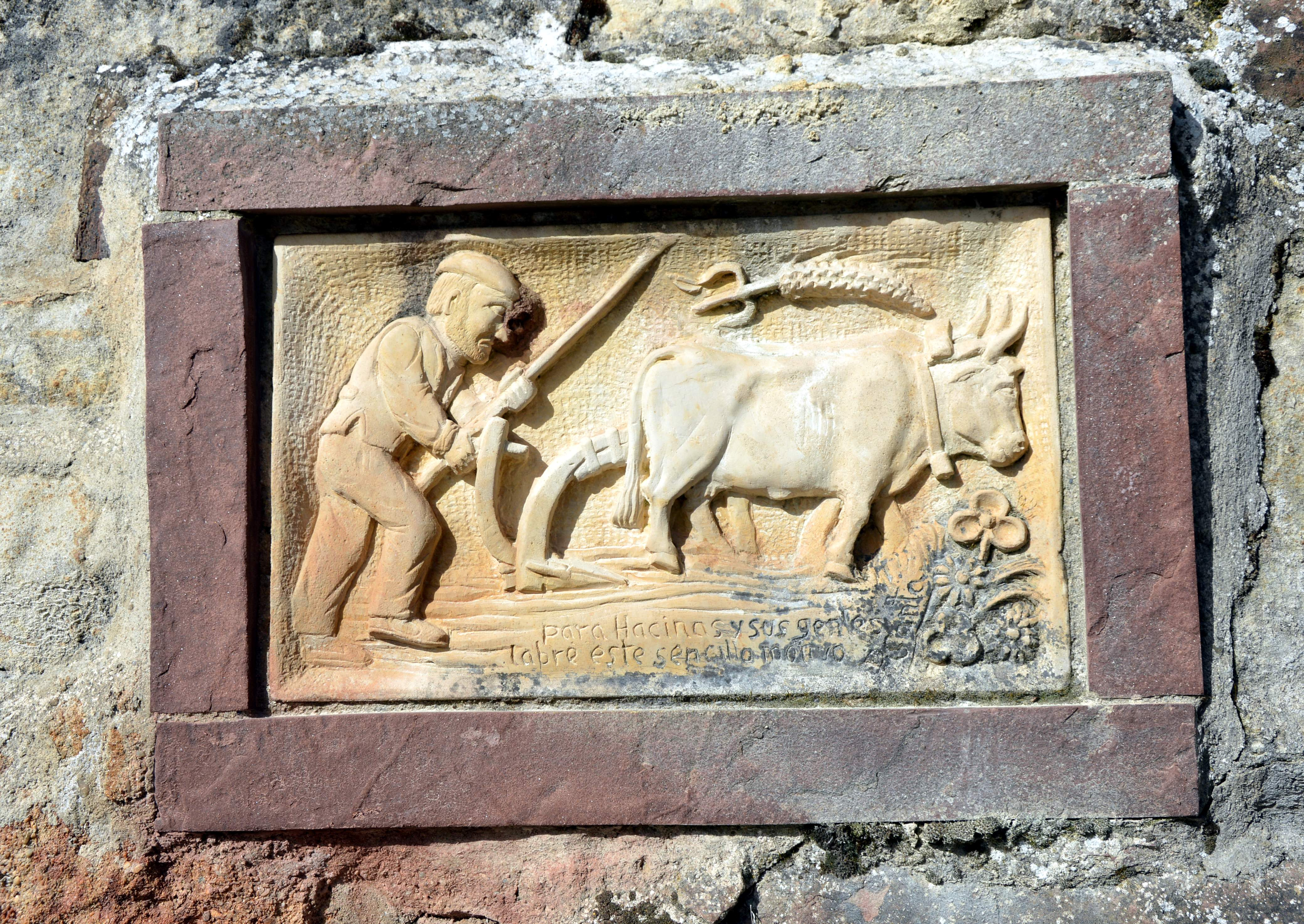
Detalle de relieve en la subida a la iglesia en Hacinas (Burgos), 2018.

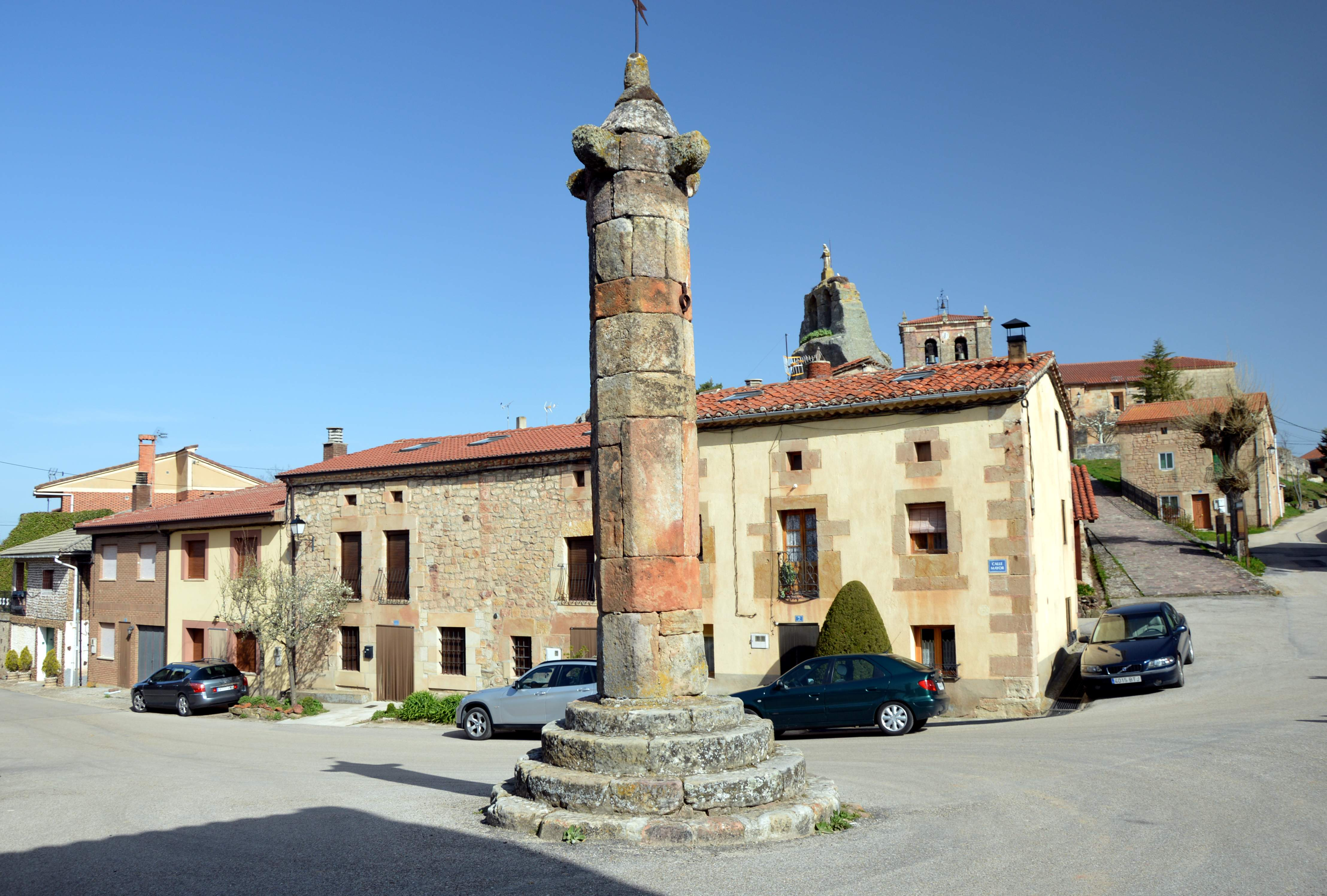
Rollo jurisdiccional en la plaza Mayor de Hacinas (Burgos), 2018.

Buenaventura Alonso Gómez (más conocido como padre Ventura Alonso), fue un sacerdote jesuita nacido en Hacinas el 13 de febrero de 1925, fallecido en Burgos, el 18 de febrero de 2008.

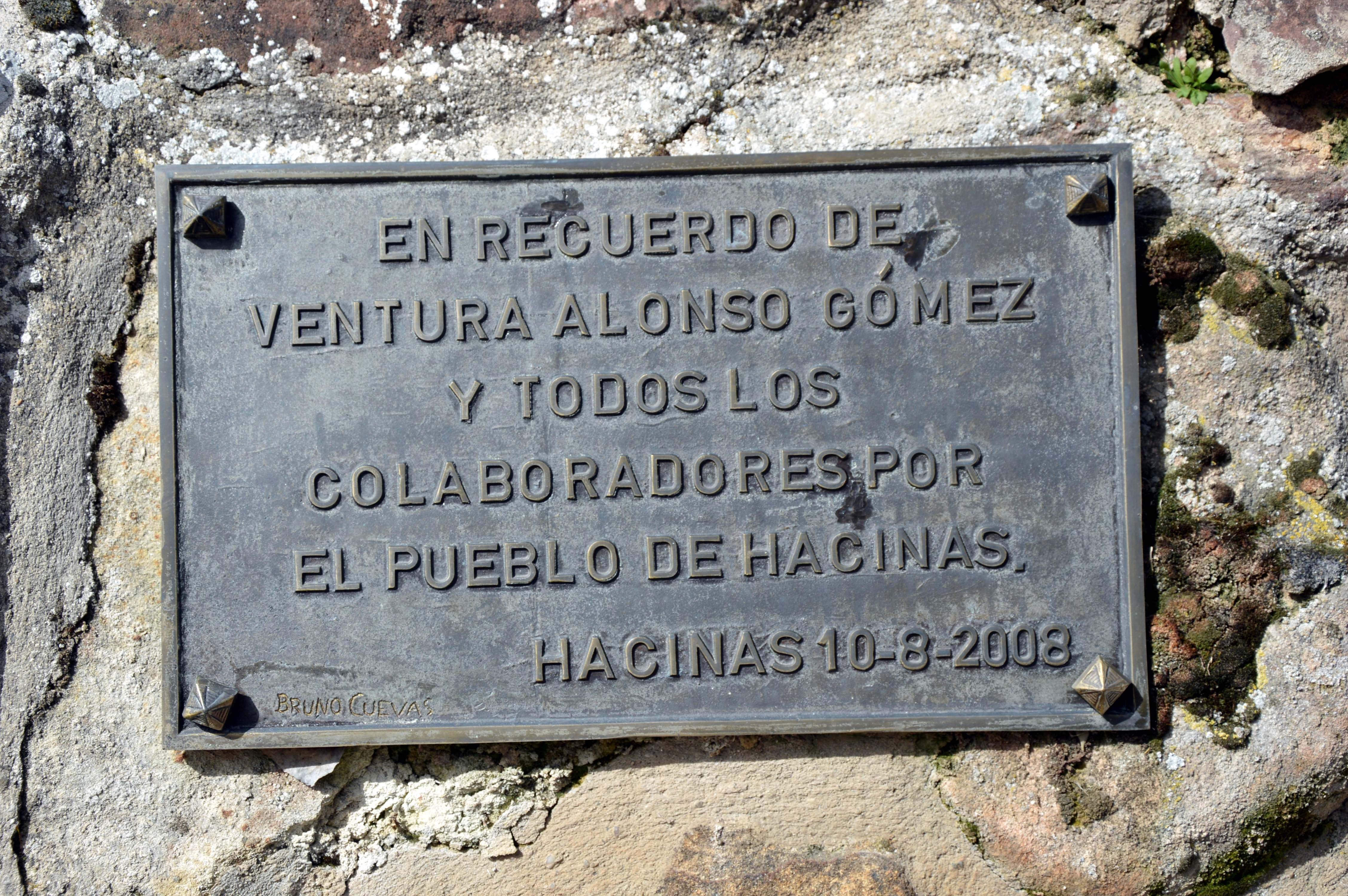
Placa en homenaje al padre Ventura Alonso (Buenaventura Alonso Gómez) en Hacinas (Burgos), 2018.

## Familia
Su padre, Víctor Alonso del Hoyo, natural de Hacinas, fue guardia civil, estuvo destinado en Canarias y en Valencia. Su madre, Nicolasa Gómez Antón, maestra nacional, asimismo natural de Hacinas, inició su vida docente en 1911, ejerciendo en Valladolid y Santander. Su matrimonio tuvo lugar hacia 1920, momento en que la familia se trasladó a Valencia. Es probable que la madre dejara la docencia para atender a las responsabilidades familiares, pues tuvieron tres hijos: Mª Victoria, Ventura y Araceli. Consta que Ventura asistió a la escuela de primera enseñanza, siendo maestro don Malquías Olalla de Juan (1878-1964).
Al retirarse el padre del cuerpo de la guardia civil (en 1928), la familia pasó a residir en Hacinas, donde el padre fue juez de paz. Allí emprendió algunos negocios que no fueron bien. Para afrontar la mala situación económica en que quedaron, la madre tuvo que reincorporarse a la vida docente, siendo esta la razón de que la familia marchase del pueblo (1932). Como maestra interina, Nicolasa estuvo en distintas localidades: Quintanilla Cabrera (1932), Las Vegas (1932-1933), Moncalvillo (1933-1934), Arlanzón (1935-36), Gete (1937) y Mamolar (1937-1941). Estando en esta última localidad, falleció el padre, consecuencia de la diabetes que padecía. La madre continúa su peregrinaje como maestra por distintos lugares: Gabaros (1942), San Juan de Ortega (1944-1946), Avellanosa de Rioja (1948-1950) y Carrias (1950-1951). A finales de 1951 obtuvo su plaza en un concurso de méritos como maestra propietaria provisional de la Escuela Mixta primaria en Corralejo de Valdelucio –con un sueldo de 9.360 pesetas anuales-: éste sería su último destino, en el que cesó voluntariamente a la edad de 69 años (1954).

## Formación y vocación
Tras el fallecimiento del padre, el joven Ventura ingresa como sirviente en los jesuitas del Colegio Máximo de Oña para completar sus estudios, tenía 18 años. Poco después comienza el noviciado en Loyola (Guipúzcoa), para terminar su formación en Salamanca, Orduña y Valladolid, realizando estudios de Magisterio, Filosofía y Teología. Se ordenó como sacerdote en 1958.
Siguiendo su ideal apostólico, solicitó como primer destino Bélgica, donde existía un fuerte movimiento campesino, ya que su vocación era el mundo rural; allí estuvo durante un año. A su regreso fue destinado a la «Escuela Profesional de Cristo Rey» en Valladolid. Posteriormente, estuvo en Miranda de Ebro, como rector en la Escuela Profesional (1961). De este tiempo data la apertura de Escuelas Profesionales en Medina de Pomar y Regumiel, dependientes de la matricial de Miranda de Ebro, hecho que supuso la promoción cultural de estas comarcas rurales.
Unos años después fue destinado como párroco a la Iglesia de Nuestra Señora del Pilar (1968). Estando en «la Pilarica», como se conoce popularmente a esta parroquia vallisoletana, adquiere el compromiso social de dar soporte y cobijo a manifestaciones y reuniones clandestinas habidas en su barrio, lo que le valieron problemas con las fuerzas de orden público. Al año siguiente (1969), en la parroquia del Pilar se lanzaron folletos en apoyo de Comisiones Obreras, organización sindical creada por entonces; a los pocos días la policía incautaba al padre Buenaventura Alonso la multicopista donde se habían impreso las cuatro mil octavillas repartidas. Asimismo, por causa de ciertas manifestaciones hechas desde el púlpito, relativas a una huelga de trabajadores de la construcción, se le impuso una multa que se negó a pagar «por injusta», lo que le valió ser detenido: El mismo gobernador civil, José Estévez Méndez, en un télex enviado al director general de Política Interior, se refería a las «homilías durísimas que pronunciaron 12 sacerdotes, algunos de los cuales fueron severamente sancionados» (esto último en referencia a Millán Santos y Buenaventura Alonso, multados con 25.000 pesetas). Los acuerdos del Concordato del Estado con la Santa Sede le libraron de prisión, siendo enviado durante un mes al Santuario del Henar, en Segovia.

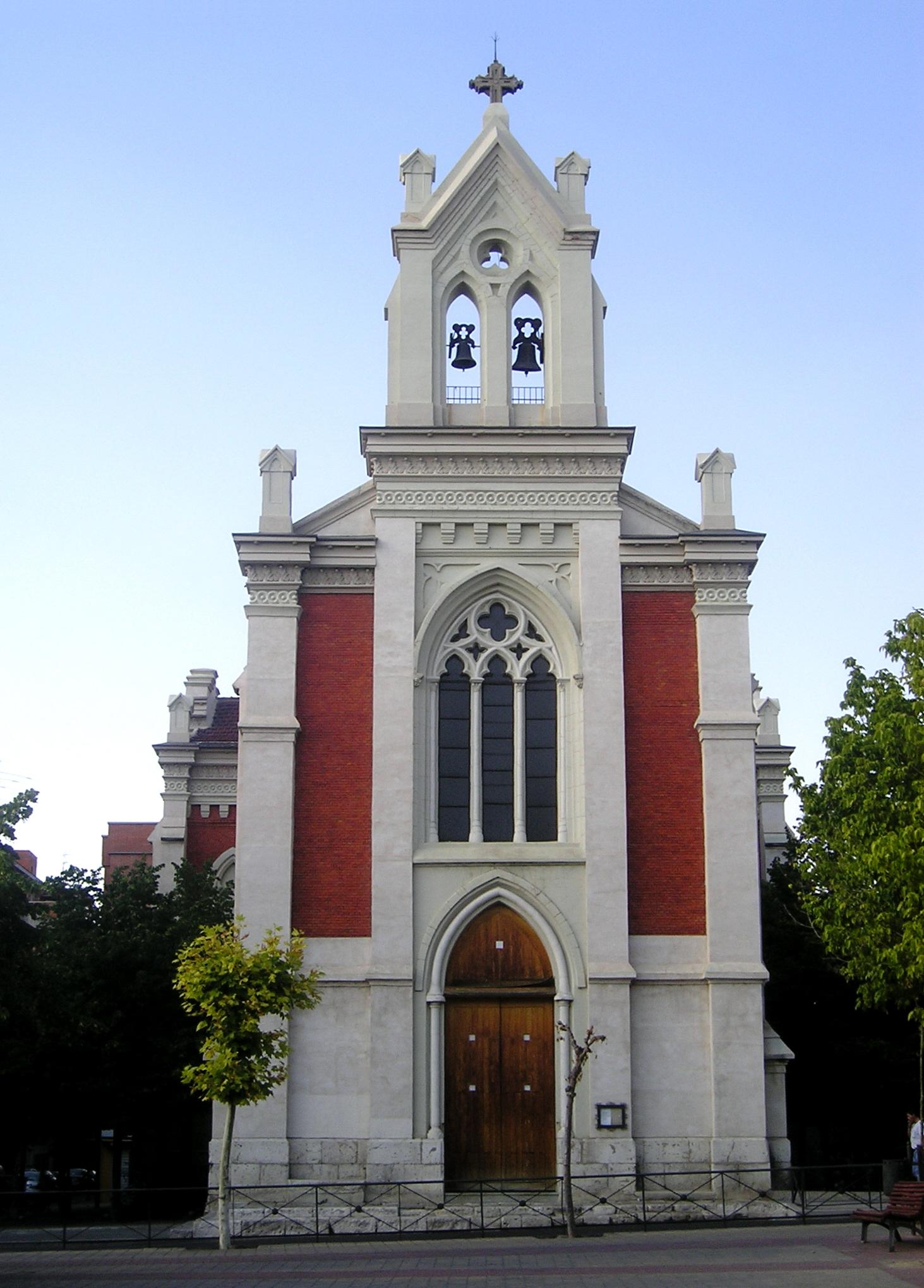
Iglesia de Nuestra Señora del Pilar (Valladolid), construida en estilo neo-gótico (1907), de la que el padre Ventura Alonso fue su primer párroco

En términos generales puede decirse que en Valladolid, la falta de oposición política organizada al franquismo fue suplida por los movimientos apostólicos y clérigos contestatarios, entre los que se hallaba el padre Ventura Alonso:
```

```

«Entre las manifestaciones más destacadas de contestación clerical tenemos, en primer lugar, las protestas de Paciano Martínez, José Velicia, Millán Santos, Carlos López Alonso, Buenaventura Alonso Gómez, José Pachón, Luis Resines y otros contra la detención (en 1972) de sus compañeros Carmelo Pozas (a punto de ordenarse jesuita) y González Álvarez (entonces dominico), acusados de organizar las huelgas de la construcción: las protestas se saldaron con el traslado de todos los religiosos a dependencias policiales».
La transición en Valladolid (1974-1982). De las huelgas de FASA al mundial de fútbol, Julio Martínez García

## Relación con Hacinas
Durante los años de formación (1943-1958), el padre Ventura Alonso estuvo ausente de Hacinas. Sin embargo, tras su ordenación (1958), regresó para celebrar su primera misa en su pueblo natal. Sus visitas, sin embargo, no fueron frecuentes hasta los primeros años setenta (1973-74).
Durante sus estancias en Hacinas impulsó el proyecto de llevar al pueblo algunos de los árboles fósiles descubiertos en el término. El primer árbol fósil se trajo en el verano de 1976, merced a su estímulo y a la colaboración de algunos vecinos entusiastas. Posteriormente se llevaron otros ejemplares. Otro proyecto de interés impulsado por el sacerdote fue la repoblación forestal del «Mirador de San Cibrián». Asimismo, fue uno de los impulsores de la creación de la revista «Amigos de Hacinas», publicación de referencia en la zona. También fue uno de los principales colaboradores en la confección del dossier por el que la localidad recibió el Premio “C” de Embellecimiento en 1991, así como en las mejoras y el acondicionamiento del entorno de la iglesia parroquial de San Pedro y el Castillo.
Su compromiso con Hacinas le llevó a ser galardonado con el premio «Amigos de Hacinas», el primero de este nombre (1995).

## Personalidad y pensamiento
En una entrevista para la revista local Amigos de Hacinas se le describe como hombre «sencillo y comprometido» (1994):

«Buenaventura Alonso Gómez, jesuita, de 69 años y en la actualidad Párroco de la iglesia vallisoletana de la Pilarica, es un hacinense que no ha olvidado sus raíces; es sencillo y comprometido, para sus paisanos es simplemente Ventura; querido por la mayoría, polémico y luchador, inquieto y soñador, amante de las estrellas y de la infinitud. Para este hombre de fe, Dios está entre nosotros y más cerca de los pobres, de la justicia e igualdad».
Frente a frente con Ventura Alonso, un enamorado de Hacinas, Porfirio Olalla

En la misma entrevista, el jesuita –que fue amigo del padre Ignacio Ellacuría- expresa su pensamiento y sentir:

«Con el tiempo he ido dándome cuenta dónde está el Reino de Dios. Está entre vosotros, en la sociedad de hermanos; hay que trabajar en transformar la realidad. Andar mucho por la sacristía, rezar muchos padrenuestros, es muy bueno para comunicarse con Dios; pero también hay que trabajar por transformar la realidad. Cuando estuve en Miranda, ya tuve algún problemilla con el Arzobispo. A los chicos
había que enseñarles el Evangelio, la Buena Noticia de los pobres y la liberación del pueblo oprimido».
Frente a frente con Ventura Alonso, un enamorado de Hacinas, Porfirio Olalla

En relación con la Teología de la Liberación, manifiesta:

«Es poner la teología en el lugar donde debe estar. Como dicen los teólogos de la liberación, en el lugar teológico. Dios está en la gente, en el pueblo. Hay que elaborar la teología desde el pueblo, desde la lucha real de su liberación. Ya en el Éxodo Dios está con su pueblo, para liberarlo del Faraón de Egipto».
Frente a frente con Ventura Alonso, un enamorado de Hacinas, Porfirio Olalla

El padre Ventura falleció en Burgos, el 18 de febrero de 2008, a los 83 años de su edad.

## Homenajes y reconocimientos
En Hacinas se colocó en su memoria una placa conmemorativa en la subida de la iglesia de San Pedro –la inscripción dice-: «En recuerdo de/ Ventura Alonso Gómez/ y de todos los/ colaboradores por/ el pueblo de Hacinas./ Hacinas 10-08-2008».
Asimismo, en Valladolid tiene dedicada una plaza –«Plaza del Padre Ventura Alonso S.J.», que luce una placa con su efigie en relieve-: «El compañero/ que va/ sembrando/ trozos de/ tierra de libertad». La idea para la colocación de la placa (situada en un lateral del Centro Cívico, edificio de principios del siglo XX conocido como «Casa del Barco») partió de la asociación vecinal «Pilarica», que lo solicitó al Ayuntamiento de Valladolid con el argumento de que el padre Ventura Alonso fue el «primer párroco del barrio», y que con su labor contribuyó a su modernización y progreso. La asociación vecinal constituyó un hito en la historia del barrio, su creación data de 1972 y fue impulsada por la Iglesia:

«[..]  impulsada de nuevo por la Iglesia más comprometida, surgía la Asociación de Vecinos del barrio de La Pilarica, situado junto a la tan temida vía del tren. La parroquia de la Pilarica, regentada por una comunidad de jesuitas encabezada por Buenaventura Alonso Gómez (Ventura para todos) y Manolo González López, conocido como 'Manolo Ojos' y que más tarde sería concejal de Urbanismo en el primer gabinete socialista de Tomás Rodríguez Bolaños, logró aglutinar a militantes cristianos, obreros y demás vecinos, con el objetivo de reivindicar sus derechos».
Escuela ciudadana de lucha por la democracia, Enrique Berzal de la Rosa

Cuando el jesuita llegó a la parroquia (en 1968), las calles del suburbio estaban todavía sin asfaltar. Se cuenta que siendo alcalde de la ciudad Antolín de Santiago y Juárez (1972-1974), en el transcurso de una procesión, como había llovido, el sacerdote se calzó unas botas altas y fue pisando en todos los charcos que encontró. El alcalde le secundó y a los pocos meses las calles de barrio se asfaltaron. La anécdota se cuenta en Pilarica, un barrio de Valladolid con historia (2007), libro editado por la asociación vecinal con motivo de la celebración del centenario de la Iglesia de Nuestra Señora del Pilar (Valladolid) y presentado por el catedrático de la Universidad de Valladolid, Jesús Quijano González.
La nueva Plaza del Padre Ventura Alonso se halla en el barrio de la Pilarica, al este de la ciudad, en un pequeño solar paralelo a las calles de Puente la Reina y de Ángel García.